# David Gorski
David Henry Gorski is een Amerikaanse chirurgisch oncoloog aan de medische faculteit van de Wayne State University, en bij het Barbara Ann Karmanos Cancer Institute, gespecialiseerd in borstkankerchirurgie. Hij is een uitgesproken lid van de skeptische beweging en een criticus van alternatieve geneeswijzen en de beweging tegen vaccinatie. Hij schrijft de blog Respectful Insolence en is adjunct-hoofdredacteur van de website Science-Based Medicine.

## Achtergrond
Gorski studeerde aan de Universiteit van Michigan, waar hij afstudeerde als arts in 1988. In 1989 begon hij de opleiding tot algemeen chirurg aan de academische ziekenhuizen van Cleveland. Hij onderbrak de opleiding om in 1994 te promoveren in de celfysiologie aan de Case Western Reserve University, op een proefschrift getiteld “Homeobox Gene Expression and Regulation in Vascular Myocytes”. Gorski zette zijn opleiding tot chirurg voort van 1993 tot 1996 en kreeg daarna een onderzoeksbeurs voor chirurgische oncologie (1996-99) aan de Universiteit van Chicago.

## Carrière
Gorski is hoofddocent chirurgie geweest aan het Rutgers Cancer Institute of New Jersey en de Robert Wood Johnson medische faculteit in New Brunswick in New Jersey.
Hij werd in 2010 medisch directeur van het Alexander J. Walt Comprehensive Breast Center van het Barbara Ann Karmanos Cancer Institute en in 2013 mededirecteur van het Michigan Breast Oncology Quality Initiative.
Nu is Gorski hoogleraar chirurgie en oncologie aan de medische faculteit van de Wayne State University, waar onderzoek wordt gedaan naar transcriptieregulatie van het vasculair endotheel en naar de rol van glutamaatreceptoren in borstkanker. Hij is betrokken bij het kankercomité van het American College of Surgeons, oprichter van het Institute for Science in Medicine en lid van de Amerikaanse vereniging voor klinische oncologie (American Society of Clinical Oncology).
In 2007 kreeg Gorski een prijs voor borstkankeronderzoek van de American Society of Clinical Oncology. Verder kreeg hij in 2008, 2009 en 2010 onderzoeksbeurzen van de Breast Cancer Research Foundation.

### Onderzoek
Gorski's wetenschappelijke artikel "Blockade of the vascular endothelial growth factor stress response increases the antitumor effects of ionizing radiation" beschrijft de invloed van angiogeneseremmers op het effect van radiotherapie. Dit artikel is volgens PubMed meer dan negenhonderd keer geciteerd. Het betreffende onderzoek is gebruikt in verder onderzoek naar behandeling van tumoren. Interessant is de observatie dat angiogeneseremmers het effect van radiotherapie vergroten door "het verhinderen van reparatie van stralingsschade aan endotheelcellen". Ook is het onderzoek uit het artikel gebruikt om te bepalen wat de mogelijkheden zijn van combinatietherapie om kleinere doses van conventionele giftige geneesmiddelen te geven bij het gebruik van specifieke antilichamen en radiotherapie, met behoud van het remmende effect op tumoren.
Gorki's samenwerking met Helena Mauceri en anderen, gepubliceerd in het wetenschappelijk tijdschrift Nature onder de titel "Combined effects of angiostatin and ionizing radiation in antitumour therapy", was gericht op de gecombineerde effecten van het eiwit angiostatine en radiotherapie bij de behandeling van tumoren. Dit artikel leidde tot onderzoek naar de selectieve vernietiging van tumorcellen, die volgens een onderzoek door Gregg L. Semenza gevoeliger zijn voor zuurstoftekort dan normale cellen. Daardoor kunnen tumorcellen worden vernietigd zonder ernstige nevenschade."
Gorki's wetenschappelijk artikel met Yun Chen, getiteld "Regulation of angiogenesis through a microRNA (miR-130a) that down-regulates antiangiogenic homeobox genes GAX and HOXA5" gaat in op het gebruik van microRNA om angiogenese te reguleren. Het leidde tot onderzoek aan de Universiteit van Californië - San Francisco naar het gebruik van microRNA om de ontwikkeling van bloedvaten te reguleren en daarmee de groei van tumoren af te remmen. Met verwijzing naar het onderzoek van Chen en Gorski schreef de betreffende onderzoeker, Jason E. Fish, dat verschillende microRNA's die breed tot expressie komen het gedrag van endotheelcellen in vitro reguleren, inclusief snelle vermenigvuldiging, verspreiding en het vermogen om netwerken van haarvaten te vormen. Hij streefde ernaar het in vivo functioneren van een specifieke set van microRNA's en hun doelen te beschrijven. De onderzoeksgroep slaagde erin het microRNA miR-126 te isoleren, dat het meest specifiek tot expressie komt in endotheelcellen.

## Kritische blik op alternatieve geneeswijzen

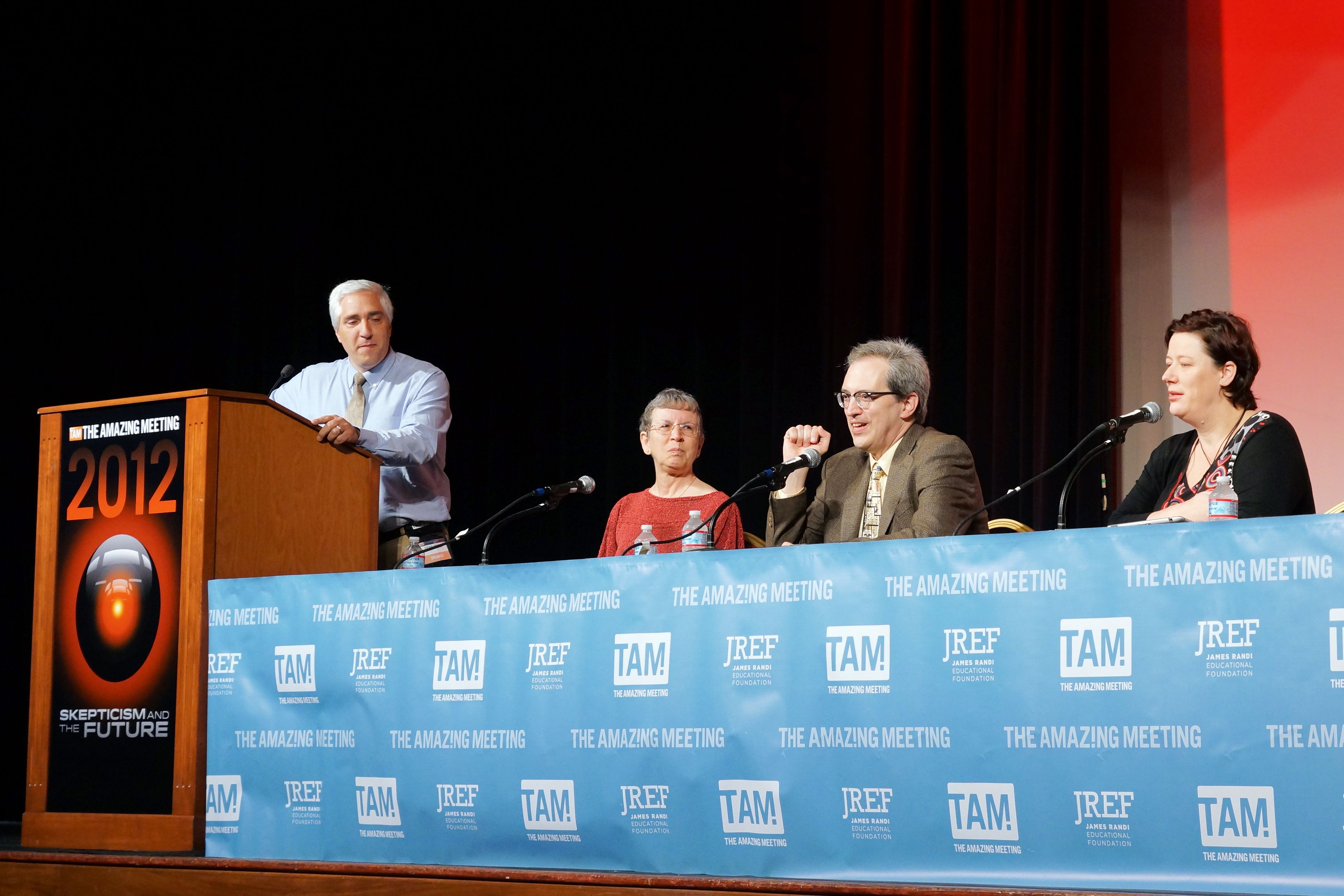
Skeptici Steven Novella, Harriet Hall, David Gorski en Rachael Dunlop in een panelgesprek over alternatieve geneeskunde tijdens The Amaz!ing Meeting in 2012

Gorski is sceptisch over alternatieve geneeswijzen. In 2004 begon hij onder het pseudoniem Orac met het schrijven van een blog getiteld Respectful Insolence (Respectvolle onbeschaamdheid) op Blogger (website). Twee jaar later verhuisde de blog naar de website Scienceblogs.
Gorski begon onder zijn echte naam te bloggen in 2008 op de website Science-Based Medicine. Hij is daar nu adjunct-hoofdredacteur en heeft er gepubliceerd over onderwerpen als het snijvlak van geneeskunde en pseudowetenschap, de antivaccinatiebeweging, alternatieve geneeswijzen, en kankeronderzoek en -behandeling. Hij heeft beschreven hoe in 2010 leden van het antivaccinatieblog Age of Autisme ("Tijdperk van autisme") het bestuur van de Wayne State University vroegen om hem het bloggen te verbieden.
Gorski heeft bijgedragen aan de e-boekserie Science Based Medicine Guide ("Gids voor wetenschappelijk onderbouwde geneeskunde") van de James Randi Educational Foundation. Ook is hij lid van het Committee for Skeptical Inquiry. Hij was spreker op het congres The Amaz!ng Meeting (TAM) in 2009, 2010, 2012 and 2013. Ook heeft hij deelgenomen aan vele paneldiscussies over alternatieve geneeskunde. Gorski heeft gewezen op de toenemende invloed van pseudowetenschap in de geneeskunde door het gebruik van alternatieve geneeswijzen, acupunctuur, ontgiften, en de behandeling van autisme via de voeding.
Gorski is een voorstander van vrije toegankelijkheid van de resultaten van klinisch onderzoek en het gebruik van uitsluitend bewezen effectieve geneeswijzen voor de behandeling van ziekten. Hij bekritiseerde de National Institutes of Health (NIH) en NCCAM wegens het financieren en publiceren van onderzoek naar wetenschappelijk onbewezen therapieën, en heeft kritisch commentaar gegeven op medische ethiek en alternatieve geneeswijzen.
Gorski bekritiseerde de popularisering van pseudowetenschap door de media en beroemdheden als Oprah Winfrey, Bill Maher, Ann Coulter, en The Huffington Post. Gorski werd in 2012 geïnterviewd door het radiostation WPRR (AM). Hij noemde het mede sponsoren van de Dag van de Integratieve Geneeskunde door de vereniging van Amerikaanse medicijnenstudenten "quackademic medicine" - kwakademische geneeskunde - en werd door de voorstander van alternatieve geneeskunde en wetenschapsjournalist David H. Freedman geschaard onder de "prickly anti-alternative-medicine warriors” - de stekelige strijders tegen alternatieve geneeskunde. In juni 2013 zei Gorski dat hij gezondheidszorgprofessionals ondersteunt die zich uitspreken tegen slechte medische praktijken en de verkoop van onbewezen behandelingen. In 2014 publiceerden Gorski en medescepticus Steven Novella een artikel waarin ze het bestuderen van "integratieve" geneeskunde bestempelden als schadelijk voor de wetenschap.

## Opinies over andere medische thema’s
Gorski heeft zich kritisch uitgelaten over de Amerikaanse right-to-try-wet, die het makkelijker maakt voor terminaal zieken om experimentele geneesmiddelen te gebruiken. Hij heeft ook twijfel geuit over de theorie dat atavisme een rol speelt in de ontwikkeling van kanker.

## Publicaties
- Speyer, Cecilia L., Nassar, Mahdy A., Hachem, Ali H., Bukhsh, Miriam A., Jafry, Waris S. (4 May 2016). Riluzole mediates anti-tumor properties in breast cancer cells independent of metabotropic glutamate receptor-1. Breast Cancer Research and Treatment 157 (2): 217–228. PMID 27146584. DOI: 10.1007/s10549-016-3816-x.
- (2015). Trends in Metastatic Breast and Prostate Cancer—Lessons in Cancer Dynamics. N Engl J Med 373 (18): 1685–1687. PMID 26510017. DOI: 10.1056/NEJMp1510443.
- Gorski D. H. (2014). Integrative oncology: really the best of both worlds?. Nat Rev Cancer 14 (10): 692–700. PMID 25230880. DOI: 10.1038/nrc3822.